# Mandaguaçu (ort)
Mandaguaçu är en ort i Brasilien.   Den ligger i kommunen Mandaguaçu och delstaten Paraná, i den södra delen av landet, 900 km sydväst om huvudstaden Brasília. Mandaguaçu ligger 580 meter över havet och antalet invånare är 14 866.
Terrängen runt Mandaguaçu är huvudsakligen platt. Mandaguaçu ligger uppe på en höjd. Runt Mandaguaçu är det tätbefolkat, med 397 invånare per kvadratkilometer.. Närmaste större samhälle är Maringá, 18,2 km sydost om Mandaguaçu.
Omgivningarna runt Mandaguaçu är en mosaik av jordbruksmark och naturlig växtlighet.